# RNA polymeráza II

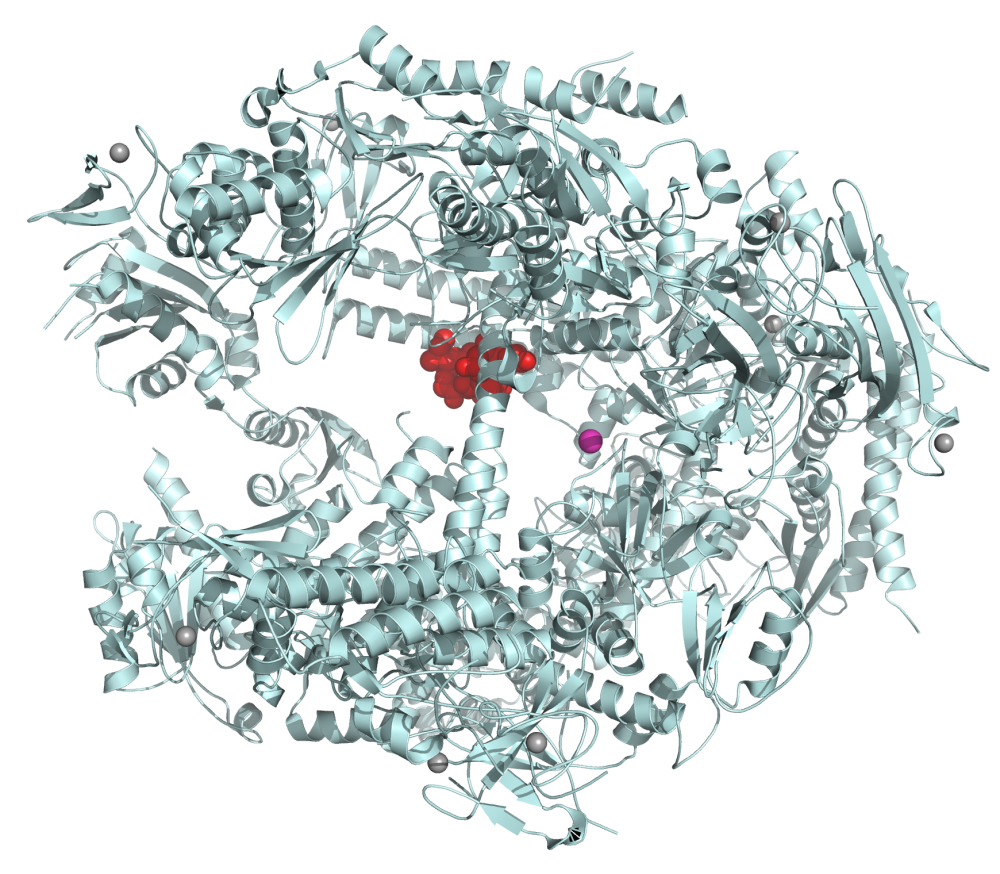
RNA polymeráza II, zde zachycena v komplexu s alfa-amanitinem, jedem z muchomůrek, jenž na tento enzym působí toxicky

RNA polymeráza II (RNAP II, Pol II) je velmi důležitá eukaryotická RNA polymeráza. Na základě genetické informace uložené v genech v DNA tato polymeráza umožňuje jejich transkripci, čímž vzniká mRNA. RNA polymeráza II totiž přepisuje všechny geny, které kódují bílkoviny, a většinu genů pro snRNA a miRNA; ostatní dvě významné eukaryotické polymerázy (RNAP I a RNAP III) se zaměřují na zbylé RNA geny, z nichž bílkoviny samozřejmě nevznikají.

## Stavba
RNA polymeráza II se skládá v nejokleštěnější podobě z 10 podjednotek. Pro iniciaci je však potřeba ještě další, rpb4/7 komplex, a navíc několik transkripčních faktorů. Mezi významné podjednotky patří Rpb1 a Rpb2, které odpovídají bakteriálním beta podjednotkám. Na Rpb1 se nachází unikátní doména CTD obsahující množství repetitivních sekvencí obsahujících aminokyseliny Tyr - Ser - Pro - Thr - Ser - Pro - Ser. Doména CTD prochází na začátku transkripce fosforylací a v jejím průběhu dochází opět k její defosforylaci.